# Lars Monrad-Krohn
Lars Monrad-Krohn (4 luglio 1933 – ...) è stato un ingegnere e imprenditore norvegese..

## Biografia
Si laureò presso il Norwegian Institute of Technology (NTH) nel 1959 presentando una tesi sulla costruzione di memorie a nucleo magnetico per i computer.
Come imprenditore, Monrad-Krohn fondo la Norsk Data AS nel 1967 (ne fu il CEO fino al 1972).
Fondò in seguito la Mycron nel 1975 (e ne rimase CEO fino al 1982).
Infine nel 1984 fondò la Tiki Data (CEO fino al 1996).
Attualmente insegna presso il dipartimento di computer science alla Università di Oslo.